# Das älteste Systemprogramm des deutschen Idealismus
Das älteste Systemprogramm des deutschen Idealismus ist der Titel eines unvollständig erhaltenen Textes aus dem Jahr 1796 oder 1797, dessen Verfasser nicht feststeht. Das Textfragment ist auf einem Einzelblatt in der Handschrift Georg Wilhelm Friedrich Hegels überliefert. Seit seiner Entdeckung wird ihm große Bedeutung für die Geschichte und die Interpretation der Ursprünge der Philosophie des Deutschen Idealismus beigemessen.

## Entdeckungs- und Publikationsgeschichte
Das Manuskript, ein doppelseitig beschriebenes Blatt, wurde auf einer Auktion im März 1913 von der Königlichen Bibliothek zu Berlin erworben. Der Verkäufer, die Firma Leo Liepmannssohn, konnte keine ausreichende Auskunft über die Herkunft des Manuskripts geben, so dass die Überlieferungsgeschichte hier abbricht. Der Text wurde 1917 von Franz Rosenzweig erstmals publiziert.
Ab 1945 galt das Manuskript als verschwunden, es wurde jedoch 1979 von Dieter Henrich in der Biblioteka Jagiellońska in Krakau wiedergefunden. Christoph Jamme und Helmut Schneider erarbeiteten eine kritische Edition, die 1984 erschien.

## Titel
Der Titel Das älteste Systemprogramm des deutschen Idealismus stammt von dem Herausgeber Franz Rosenzweig. Das Wort Systemprogramm ist – nach Dieter Henrich – insofern irreführend, als der Text nur die Gegenstände einer Abhandlung oder einer programmatischen Rede auflistet, aber nicht die Prinzipien darstellt, von denen ein idealistisches System ausgehen sollte. Außerdem ist Hölderlins Fragment Urtheil und Seyn (1794/95) einige Jahre älter und könnte mit größerem Recht das „älteste Systemprogramm des deutschen Idealismus“ genannt werden.

## Frage der Urheberschaft
Die Handschrift des Manuskripts lässt sich eindeutig Hegel zuordnen. Wortwahl und Inhalt aber passen nach Ansicht einiger Forscher nicht zur Philosophie des jungen Hegel. Daher wird manchmal angenommen, dass es sich um eine Abschrift Hegels von dem Text eines seiner Tübinger Freunde und zeitweiligen Zimmergenossen Schelling oder Hölderlin handele; andere Autoren als diese drei wurden bisher nicht erwogen. Rosenzweig glaubte die Verfasserschaft aus inhaltlichen Gründen Schelling zuschreiben zu müssen, mit dessen System des transzendentalen Idealismus das Fragment resoniert.
1917 kam Ernst Cassirer in der vierten Abhandlung aus Idee und Gestalt mit dem Titel „Hölderlin und der deutsche Idealismus“ durch Vergleich des Systementwurfs mit der Gedankenwelt Hölderlins einerseits und der Entwicklung von Schellings Philosophie andererseits zu dem Schluss, dass dieser mit dem Systementwurf Gedanken des frühen Hölderlin aus dem Jenaer Fragment des Hyperion vom Winter 1794/95 aufgegriffen und ihnen begriffliche Schärfe und Systematik verliehen habe. Der Verfasser des Hyperion habe sich hier „als Künstler und mit dem Rechte des Künstlers gegen die ethische Religionsphilosophie Fichtes“ gestellt, für den „die Natur […] selbst nichts Absolutes, kein ursprüngliches und unabhängiges Sein, das an sich vorhanden wäre“, gewesen sei, „sondern Ziel und […] Umkreis des Sollens“, das „nur dazu bestimmt <sei>, kraft des sittlichen Willens umgeformt und somit als dieses Gegebene vernichtet und aufgehoben zu werden“. Damit habe des Dichters „Abwehr und […] geistige Selbstbehauptung“ eingesetzt.
Dies veranlasste 1926 dann den Hölderlin-Forscher Wilhelm Böhm wegen der bedeutenden Rolle, welche die Schönheit in dem Entwurf einnimmt, Hölderlin allein die Urheberschaft zuzusprechen; diese Auffassung fand jedoch keine Nachfolger. Aber eine Gemeinschaftsproduktion von Schelling und Hölderlin wurde verschiedentlich erwogen. Erst Otto Pöggeler trat 1962 für die Verfasserschaft Hegels ein. Pöggelers Rolle als Leiter des für die Hegel-Philologie zentralen Hegel-Archivs der Ruhr-Universität Bochum verschaffte seinen Argumenten besondere Aufmerksamkeit und Nachfolge bei seinen zahlreichen Schülern. Neuerdings sind aber viele Hegel-Forscher von der Verfasserschaft Hegels wieder abgerückt.

## Inhalt
Der Text ist ein Fragment, das mit den zwei letzten Wörtern eines Satzes beginnt: „eine Ethik.“ Anknüpfend an die Transzendentalphilosophie der praktischen Vernunft Immanuel Kants reiht der Verfasser programmatisch die Ideen eines künftigen Idealismus auf, und zwar als eine Ethik, die „ein vollständiges System aller Ideen“ des Idealismus enthalten soll. 
Vorangestellt wird die Idee des schöpferischen Ichs als eines selbstbewussten Wesens. Das Ich tritt der Natur als schöpferischer Geist entgegen. Der freie Mensch fordert das Verschwinden des Staates. Neben der Idee von der Menschheit sowie den Ideen von Gott, Freiheit und Unsterblichkeit, die im freien Geist beheimatet sind, wird der Idee der Schönheit unter besonderer Berücksichtigung der Poesie eine herausragende und verbindliche Rolle zugeschrieben.
Alle Ideen sollen schließlich im Mythos eines Vernunftglaubens ästhetisch zusammenfließen. Dieser Gesichtspunkt weist auf Bezüge zur Romantik hin.

## Wirkung
Der Text des Systemprogramms fand seit seiner Entdeckung starkes und anhaltendes Interesse, da er die Motive offen an den Tag legt, die hinter der Philosophie des deutschen Idealismus standen. Diese sind allerdings in den ausgebildeten philosophischen Systemen nicht mehr gleichermaßen deutlich erkennbar. Besonders große Aufmerksamkeit erfuhr der Text Anfang der 1980er-Jahre, als er im Zusammenhang mit Friedrich Schlegels Projekt einer „Neuen Mythologie“ und den damals aktuellen Überlegungen über den Zusammenhang von Ästhetik und Philosophie diskutiert wurde (Karl Heinz Bohrer, Manfred Frank, Heinz Gockel).